# بين مكاي
بين مكاي (بالإنجليزية: Ben McKay)‏ هو ممثل بريطاني، ولد في 13 سبتمبر 1982 في المملكة المتحدة.

## وصلات خارجية
- بين مكاي على موقع IMDb (الإنجليزية)
- بين مكاي على موقع قاعدة بيانات الفيلم (الإنجليزية)